# Paul Stastny
Paul Stastny (Québec, 27 dicembre 1985) è un hockeista su ghiaccio statunitense con cittadinanza canadese, di ruolo centro. Dalla stagione 2020-2021 gioca per i Winnipeg Jets.

## Carriera
Nonostante sia nato in Canada da genitori slovacchi (suo padre è l'ex giocatore dei Quebec Nordiques Peter Šťastný), possiede anche la cittadinanza statunitense, che gli permette di giocare con la nazionale statunitense. Anche suo fratello maggiore Yan è un giocatore di hockey, attualmente in forze ai tedeschi dei Nürnberg Ice Tigers.